# Helvetia (allegorie)

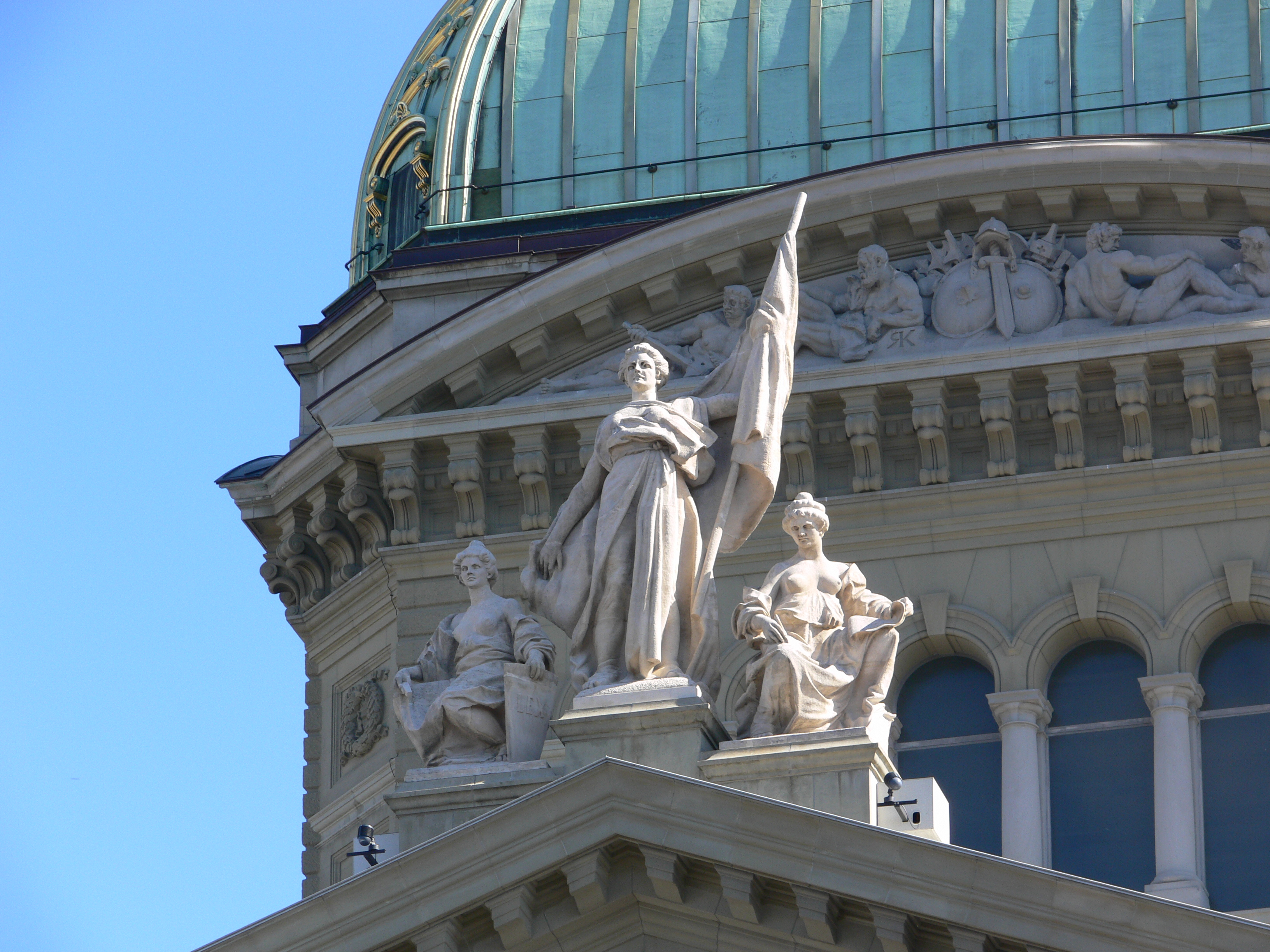
Standbeeld van Helvetia op de top van het fronton du federaal parlementsgebouw in Bern.

Helvetia is een vrouwelijke allegorische figuur die een personificatie is van Zwitserland. De benaming wordt ook vaak gebruikt om naar Zwitserland te verwijzen, bijvoorbeeld op de Zwitserse postzegels.

## Oorsprong

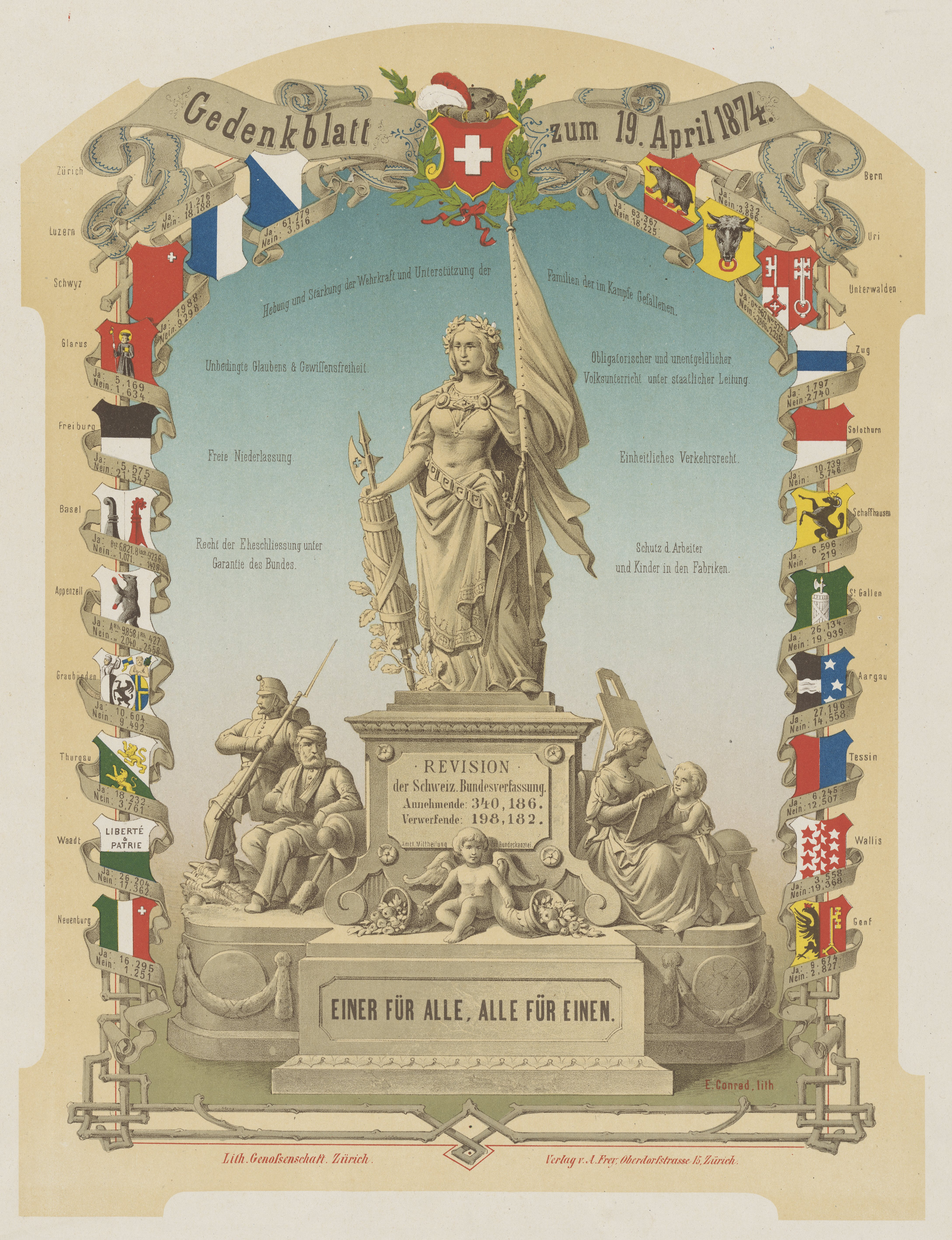
Lithografie ter herdenking van de eerste herziening van de Zwitserse Grondwet op 19 april 1874 met centraal de allegorie Helvetia en onderaan het Zwitserse devies (in het Duits).

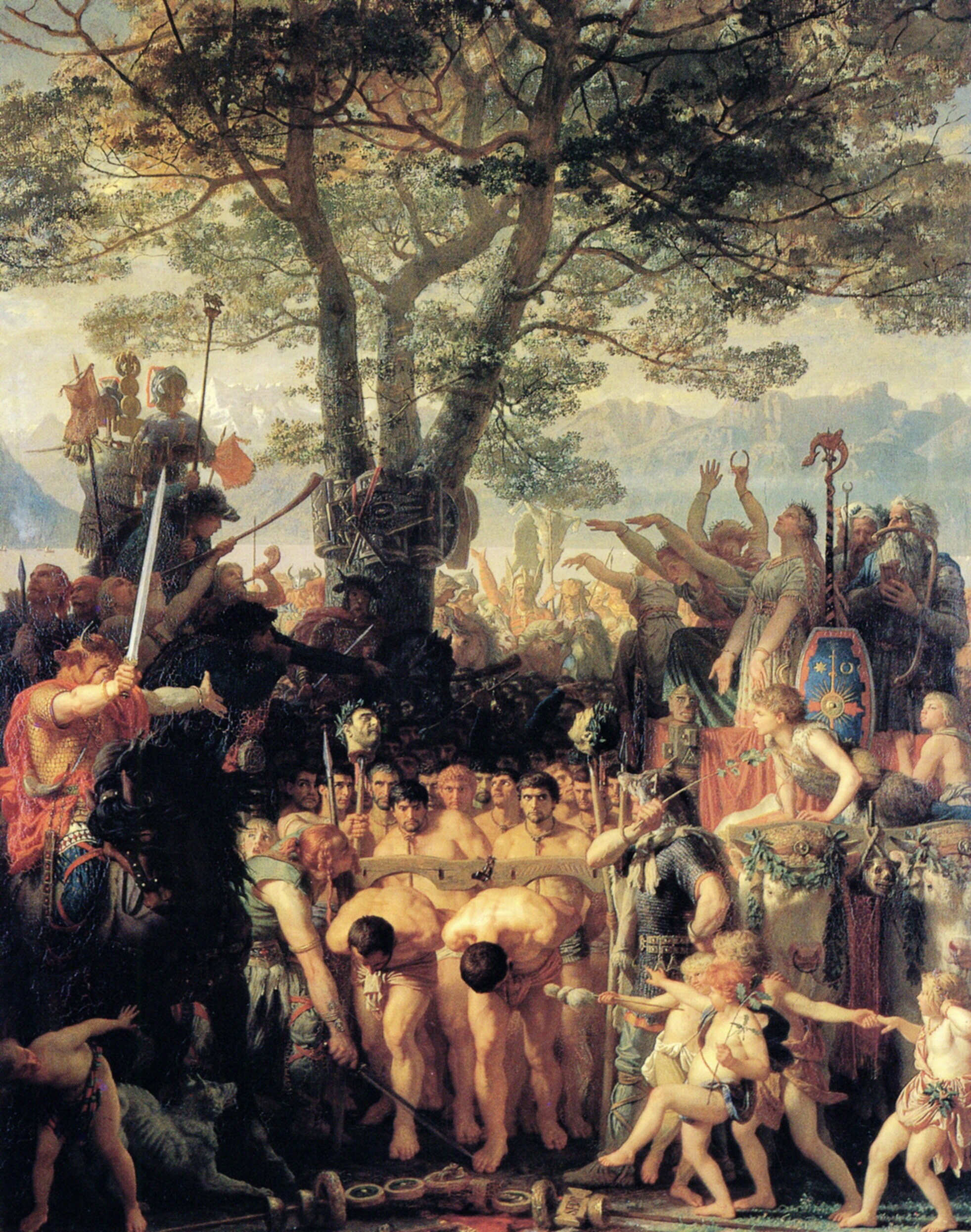
Les Romains passant sous le joug, Charles Gleyre, 1858.

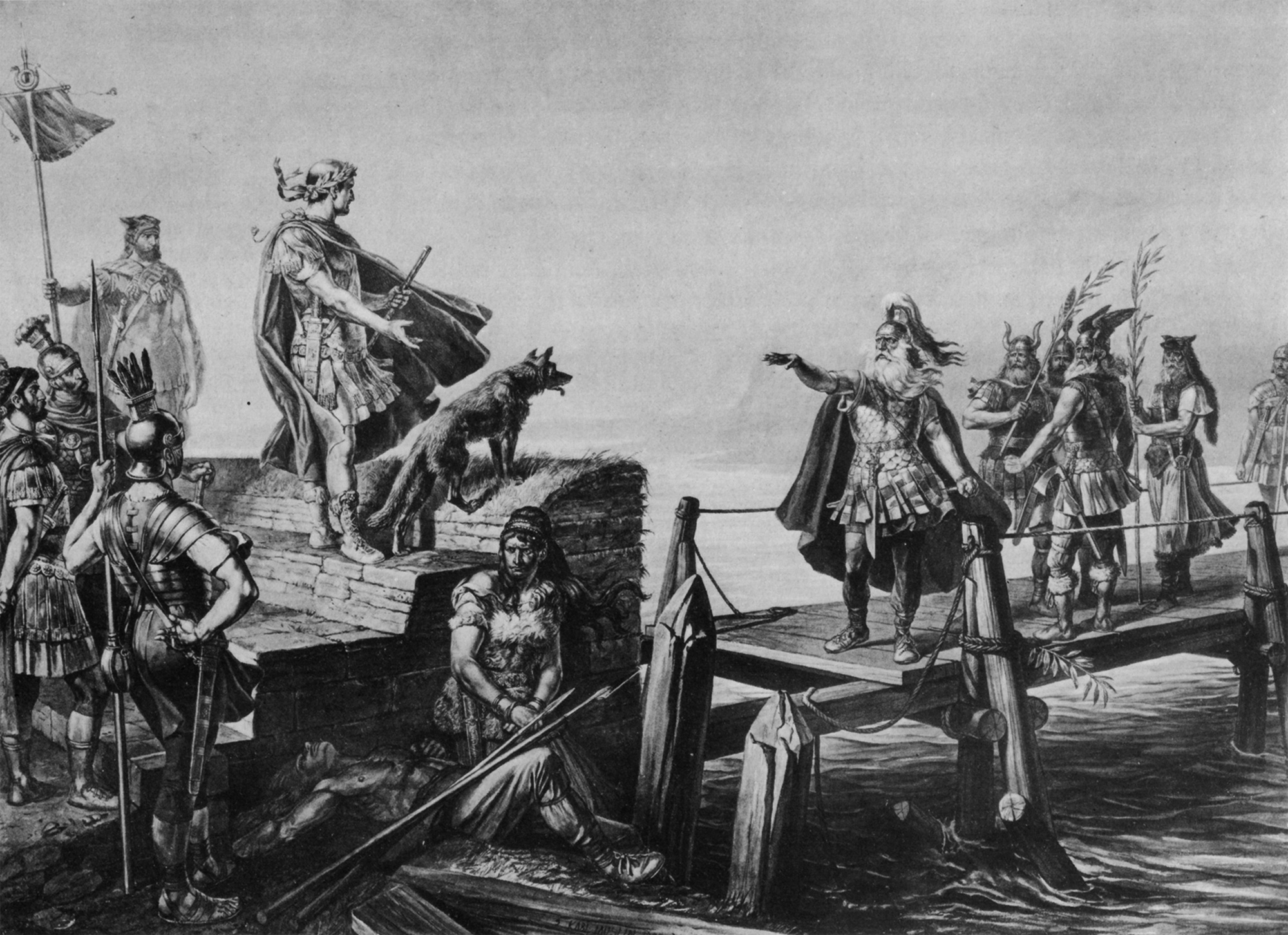
Ontmoeting van Divico en Caesar aan de Saône, Karl Jauslin.

De naam Helvetia komt van de Helvetii, een Keltische volksstam die leefde op de Zwitserse Hoogvlakte sinds 100 v.C. De Romeinse historicus Publius Cornelius Tacitus maakte reeds melding van de Helvetii, maar het is vooral Julius Caesar die hen beschreef in zijn Commentarii de bello Gallico, toen 268.000 Helvetii vluchtten naar Gallië nadat hun steden waren platgebrand.
Pas in de 19e eeuw herontdekten de Zwitsers de geschiedenis van de Helvetii, die stelselmatig werd geïncorporeerd in de publieke beeldvorming van de stichtende voorvaderen van de Zwitserse natie, zowel in de schilderkunst, zoals Les Romains passant sous le joug uit 1858, een werk van Charles Gleyre dat de Helvetische overwinning op de Romeinen weergeeft tijdens de Slag van Agen in 107 v.C., of het schilderij van Karl Jauslin dat de ontmoeting afbeeldt tussen het Helvetische stamhoofd Divico en Julius Caesar aan de  Saône, als in de ruimere historische beeldvorming, die zeer talrijk opkwam in de tweede helft van de 19e eeuw.

## Nationaal symbool
Helvetia wordt voorgesteld met allerlei vruchten die haar geografische gebondenheid aantonen. De wapens, de kroon en de lauwerkrans staan symbool voor de Bondsstaat en de politieke overheid. De geografische allegorie draagt doorgaans minder attributen met zich mee dan de staatsallegorie.
In de 17e eeuw beschikte de Confederatie nog niet over een sterke symbolische vertegenwoordiging, en dit in tegenstelling tot de Zwitserse kantons. Er zijn echter wel voorstellingen van Helvetia bekend uit 1672, zoals werken van Albrecht Kauw en van Johann Kaspar Weissenbach.
Helvetia groeide in de 18e eeuw uit tot een patriottisch symbool van het Zwitserse Eedgenootschap. Samen met Willem Tell werd Helvetia een officieel nationaal embleem van Zwitserland bij de oprichting van de Zwitserse Bondsstaat (het moderne Zwitserland) in 1848. Hierdoor werd de allegorie Helvetia alomtegenwoordig in kustwerken, in monumenten, op postzegels en op de muntstukken in Zwitserse frank.
Bepaalde Zwitserse kantons en steden hebben eveneens een allegorie, bijvoorbeeld Geneva (allegorie van de stad Genève) en Berna (allegorie van de stad Bern).
Helvetia is te vergelijken met de Franse Marianne, de Duitse Germania en de Britse Britannia.

## Gebruik van de term
De term Helvetia werd opgenomen in een veelheid van namen van Zwitserse verenigingen, stichtingen en bedrijven in het bijzonder om taal- en cultuurverschillen te overstijgen. Voorbeelden hiervan zijn:
- Helvetic Airways, een Zwitserse luchtvaartmaatschappij;
- Pro Helvetia, een stichting van publiek recht ter bevordering van het Zwitserse culturele leven;
- Helvetia Latina, een onafhankelijk instituut dat waakt het garanderen van de Latijnse cultuur en taal binnen de federale Zwitserse administratie.

## Galerij

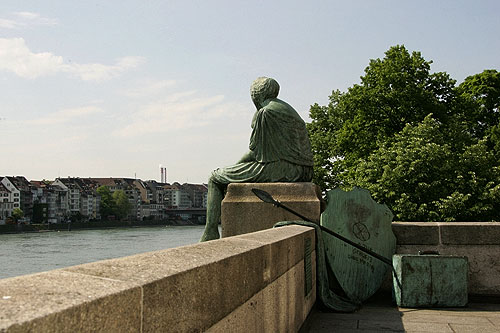
Helvetia kijkt naar de Rijn in Bazel.
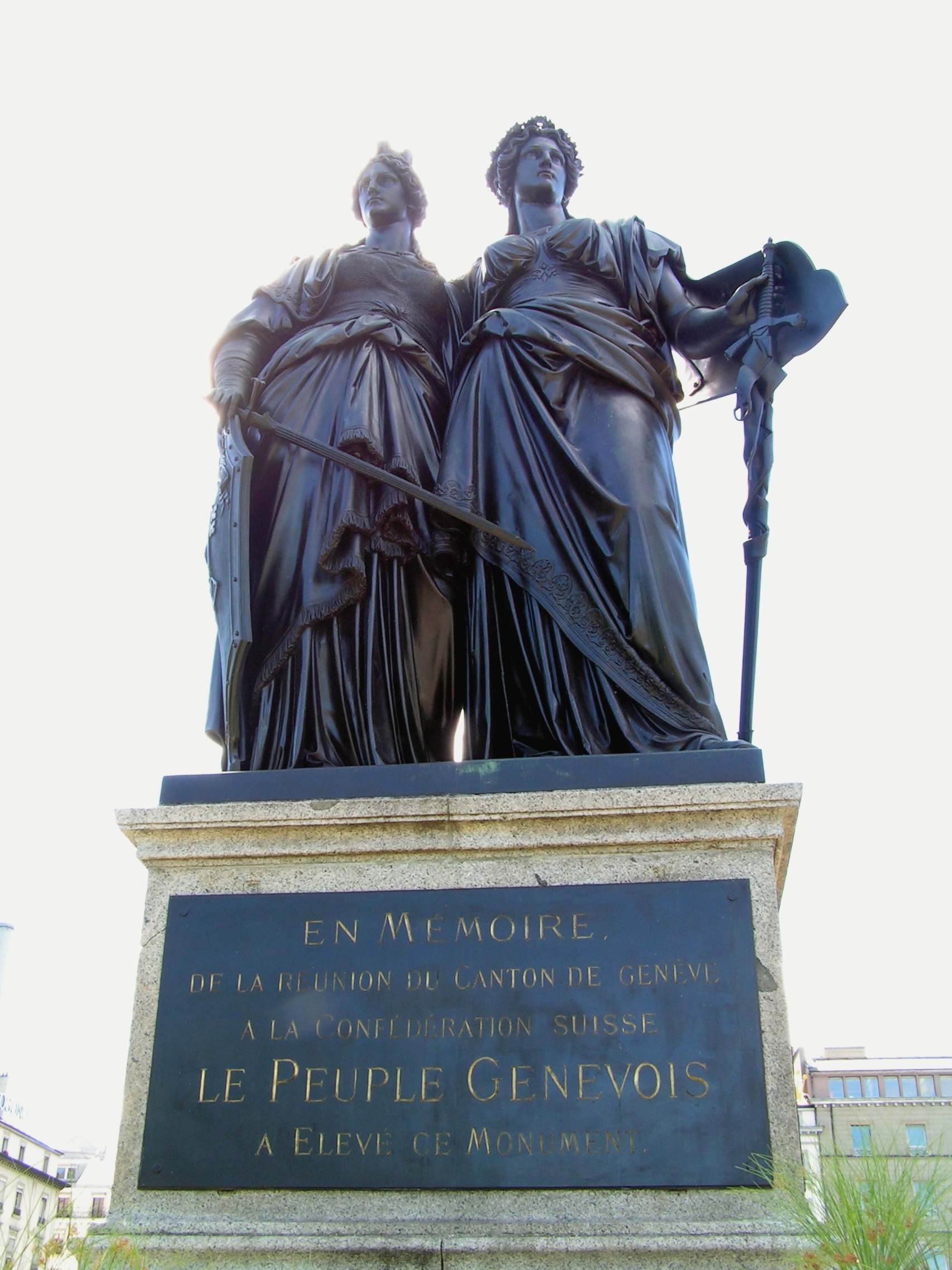
Helvetia (rechts) met Geneva (monument in Genève).
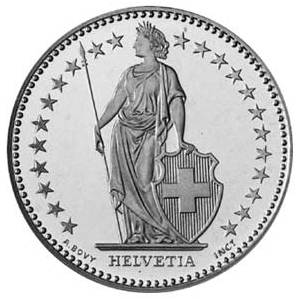
Beeldzijde van een muntstuk van twee Zwitserse frank.
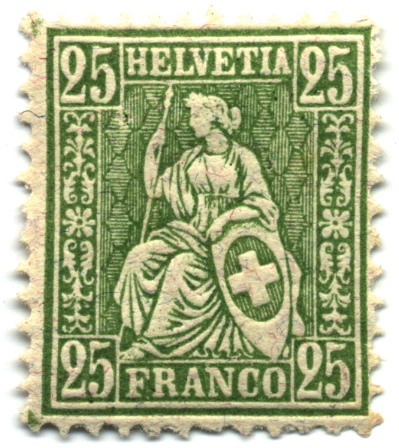
Een Zwitserse postzegel uit 1881.
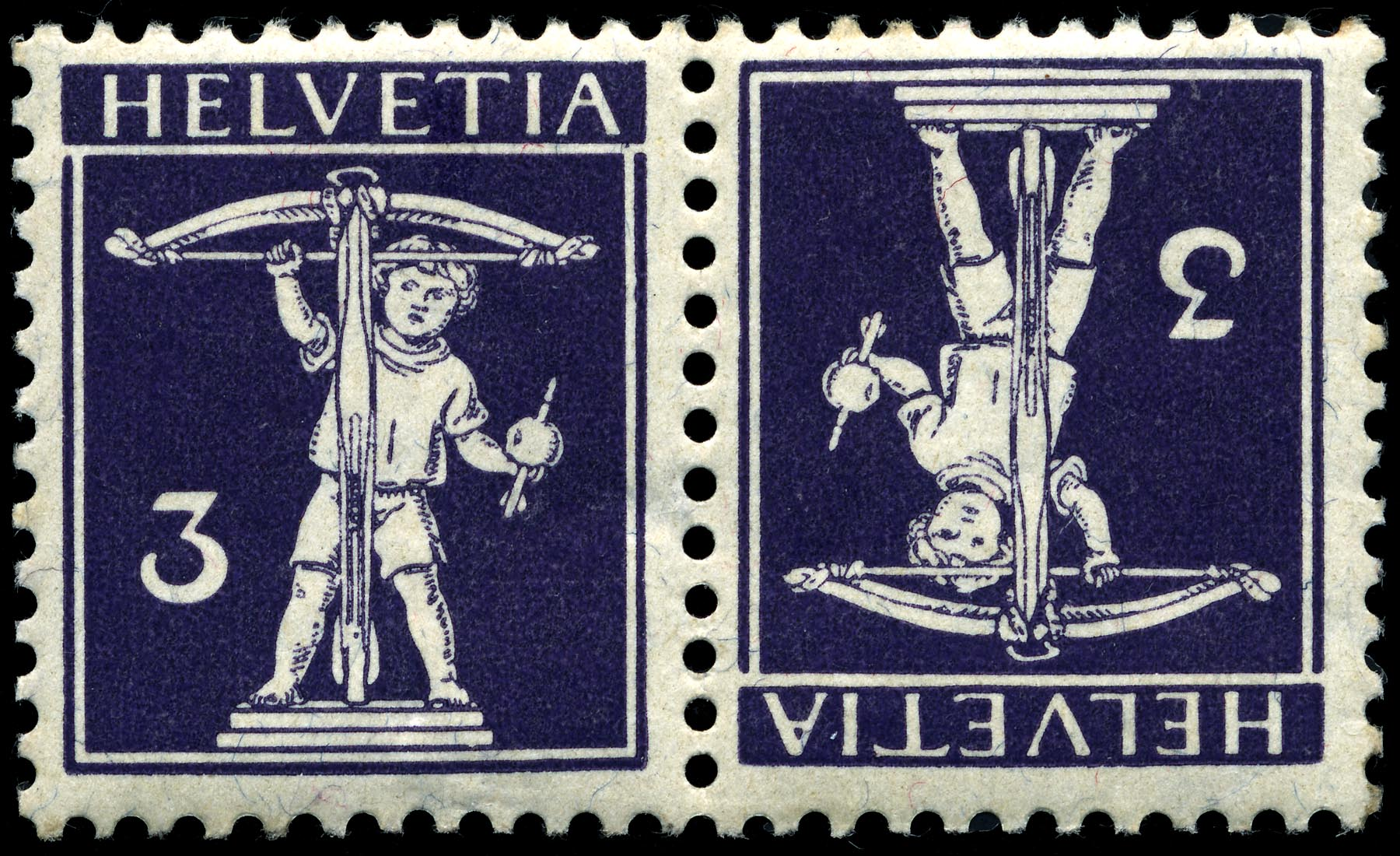
Zwitserse postzegels dragen steeds het opschrift Helvetia.